# Cepivo proti davici
Cepivo proti davici preprečuje davico, ki jo povzroča bakterija Corynebacterium diphtheriae. Njegova uporaba je doprinesla k več kot 90-odstotnem zmanjšanju števila primerov bolezni v svetovnem merilu med letoma 1980 in 2000. Prvi odmerek se priporoča pri starosti 6 tednov, nato sledita še dva odmerka s štiritedenskima razmikoma. Po treh odmerkih cepivo ščiti v otroški dobi pred boleznijo s 95-odstotno učinkovitostjo. Kasneje v otroštvu se priporočajo še trije odmerki, kasnejši poživitveni odmerki vsakih 10 let pa niso več v priporočilih.
Cepivo proti davici je zelo varno, znatnejši neželeni učinki so redki. Na mestu injiciranja se lahko pojavi bolečina. Na mestu vboda lahko nastane tudi oteklina, ki traja največ nekaj tednov. Cepivo je varno tudi med nosečnostjo in pri posameznikih z okrnjenim imunskim sistemom.
Cepivo proti davici je na tržišču v več kombinacijah z drugimi cepivi. Tako imenovano cepivo DT vsebuje davični in tetanusni toksoid, cepivo DTP pa vsebuje davični toksoid, tetanusni toksoid in suspenzijo mrtvih bacilov Bordetella pertussis in se z njim preprečujejo davica, tetanus in oslovski kašelj. Obstajajo tudi kombinacije, ki poleg cepiva proti davici vsebujejo še cepivo proti bacilu Haemophilus influenzae tipa b, hepatitisu B ali inaktivirano cepivo proti otroški ohromelosti. Svetovna zdravstvena organizacija priporoča cepljenje s cepivom proti davici od leta 1974. Cepljenega je okoli 84 % svetovnega prebivalstva. Daje se v obliki intramuskularne injekcije. Cepivo je treba hraniti na hladnem, vendar ne sme zmrzniti.
Cepivo proti davici so razvili leta 1923. Uvrščeno je na seznam osnovnih zdravil Svetovne zdravstvene organizacije, torej med najpomembnejša učinkovita in varna zdravila, potrebna za normalno zagotavljanje zdravstvene oskrbe.